# Mort de Wolfgang Amadeus Mozart

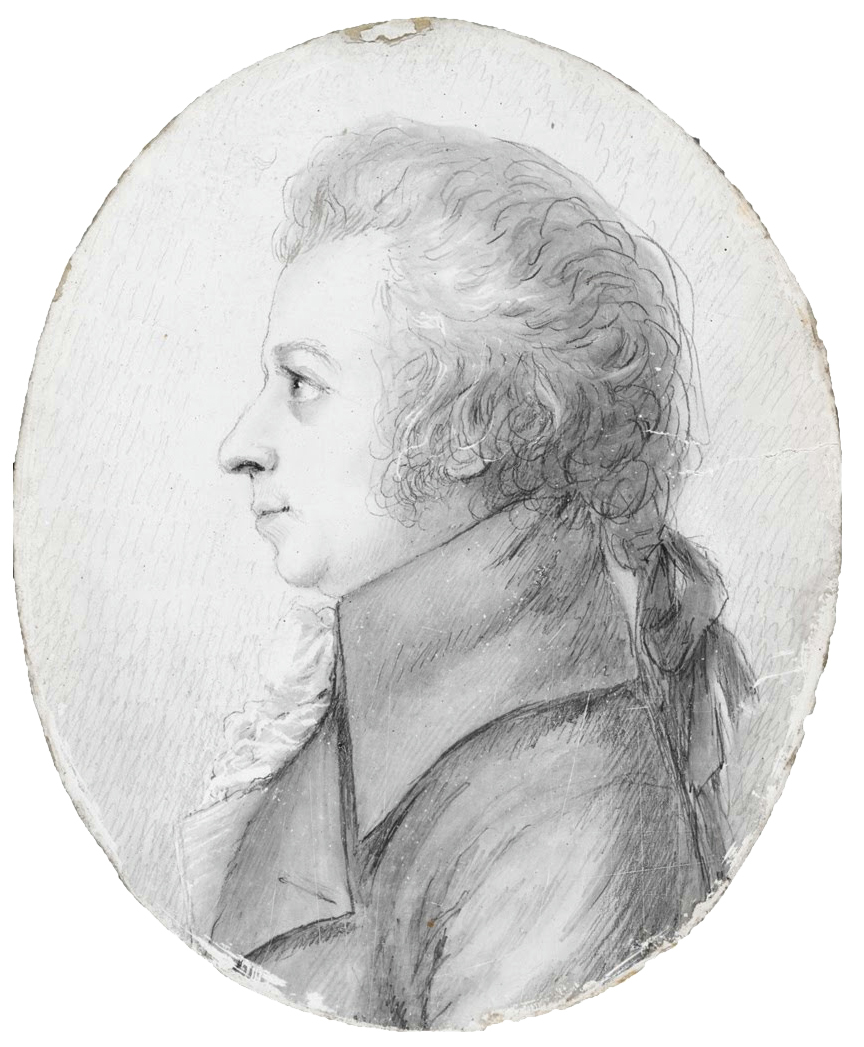
Un retrat de Mozart de 1789 en punta de plata de Dora Stock.

La mort de Wolfgang Amadeus Mozart succeí el 5 de desembre de 1791 a les 0.55h, després d'una curta però greu malaltia. No va arribar a complir els 36 anys. Mentre que les línies bàsiques sobre la mort de Mozart són conegudes, els detalls complets probablement mai puguin ser aclarits a causa de la manca de proves. Hi ha dubtes pel que fa a quina fou la malaltia que va causar la mort del compositor i què va passar en el període immediatament anterior.

## La malaltia i els darrers dies
Mozart va tenir diversos problemes de salut al llarg de la seva vida: la verola, amigdalitis, bronquitis, pneumònia, febre tifoide, reumatisme i periodontitis. La seva malaltia final va començar durant una visita a Praga per supervisar la representació de la seva nova òpera La clemenza di Tito; havia partit de Viena el 25 d'agost de 1791. La visita fou francament reeixida en termes professionals, però Mozart es va començar a sentir molt malalt. Un dels seus primers biògrafs, Franz Niemetschek, va escriure: «estava pàl·lid i tenia una expressió de tristesa, encara que sovint mostrava el seu bon humor fent bromes als seus amics».
Després de la seva tornada a Viena, l'estat de salut de Mozart va empitjorar gradualment, tot i que durant un temps encara va poder treballar. En particular, va acabar el seu Concert per a clarinet, va treballar per completar el seu Rèquiem, i va dirigir l'estrena de la representació de La flauta màgica el 30 de setembre. Però ell estava cada vegada més alarmat i abatut pel seu estat de salut, probablement fins i tot desil·lusionat. En la primera biografia de Niemetschek es relata una anècdota famosa de la seva dona Constanze:
| « | En la seva tornada a Viena, es va incrementar visiblement la seva indisposició i això el va fer estar terriblement deprimit. La seva esposa estava realment apesarada per aquesta situació. Un dia anava passejant pel Prater amb ell, per donar-li una petita distracció i entreteniment i, estant asseguts, Mozart va començar a parlar de la mort i va afirmar que estava escrivint el Rèquiem per a si mateix. Les llàgrimes van començar a caure pels ulls del sensible home: «Sento definitivament», va continuar, «que no estaré molt més temps; estic segur que he estat enverinat. No puc deslliurar-me d'aquesta idea». | » |

Constanze va consultar amb el metge de Mozart, el doctor Nicolaus Closset, qui li va aconsellar que li retirés el Rèquiem al seu marit per una temporada. Així ho va fer Constanze i el va animar a acabar la Freimaurerkantate, K. 623, composta per celebrar la inauguració d'un nou temple maçònic de la lògia de Mozart. Aquesta estratègia funcionà realment durant un temps: va acabar la cantata i fou estrenada el 18 de novembre, amb un gran èxit, i se sentia «eufòric». Li va dir a Constanze, «Sí, ja veig que estava malalt quan vaig tenir la idea absurda d'haver estat enverinat, Torneu-me el Rèquiem i l'acabaré».
No obstant, els pitjors símptomes de Mozart van retornar aviat, juntament amb el fort sentiment que l'estaven enverinant. Va caure postrat al llit el 20 de novembre, patint inflamació, dolor i vòmits.

## Defunció

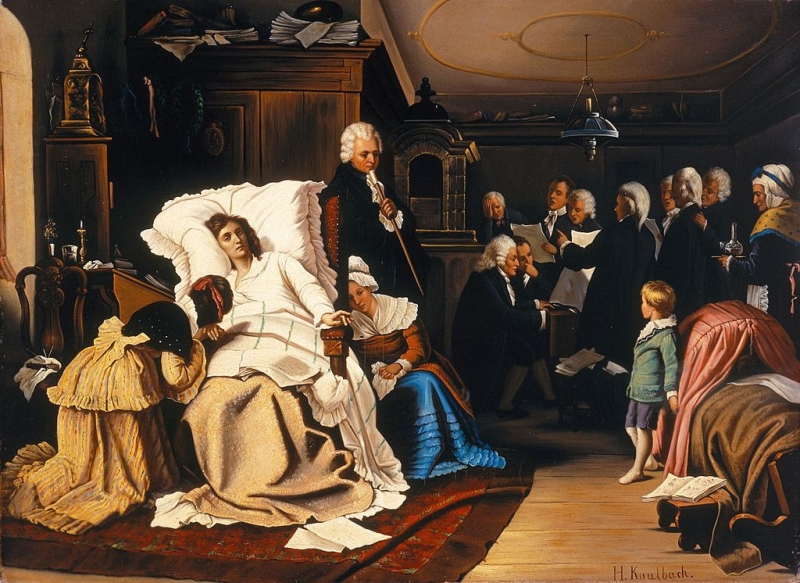
Mozarts letzte Tage ("Darrers dies de Mozart") de Hermann von Kaulbach (1873).

Els símptomes de la mort de Mozart foren descrits per un dels seus primers biògrafs, Georg Nikolaus von Nissen (el segon marit de Constanze), qui va recollir molts dels detalls de les explicacions donades per la germana de Constanze, Sophie Weber. Nissen va escriure: «[la malaltia] començà amb la inflor de les mans i els peus, que estaven gairebé immobilitzats per complet, seguit de vòmits sobtats.... Fins dues hores abans de la seva partida va estar plenament conscient». El seu cos es va inflar tant que no podia aixecar-se del llit o, fins i tot, moure's per si mateix.
Mozart fou cuidat pels membres de la família de la seva esposa, amb qui tenia una relació estreta, i pel doctor Nicolaus Closset. La seva sogra, Cecilia Weber i la seva cunyada Sophie li van fer una jaqueta de nit «que es podia posar per sobre, ja que, a causa del seu estat d'inflor, no podia girar-se al llit».
El dilluns 5 de desembre de 1791, aproximadament a les dotze de la nit, va arribar el doctor Closset de l'òpera i va ordenar que se li posessin compreses fredes sobre el front per baixar-li la febre (tot i que Sophie es va mostrar reticent a fer-ho, ja que pensava que no seria bo per al malalt el canvi tan brusc de temperatura). Li va fer tant d'efecte el tractament que va perdre el coneixement i ja no el va tornar a recuperar fins a la seva mort. Segons Sophie, els últims sospirs de Mozart foren «com si hagués volgut, amb la boca, imitar les timbales del seu Rèquiem».
Mozart va morir a Viena al seu apartament de la Rauhensteigasse quan faltaven cinc minuts per a la una de la matinada, sent amortallat segons el ritual maçònic (mantell negre amb caputxa).

## Funeral i enterrament

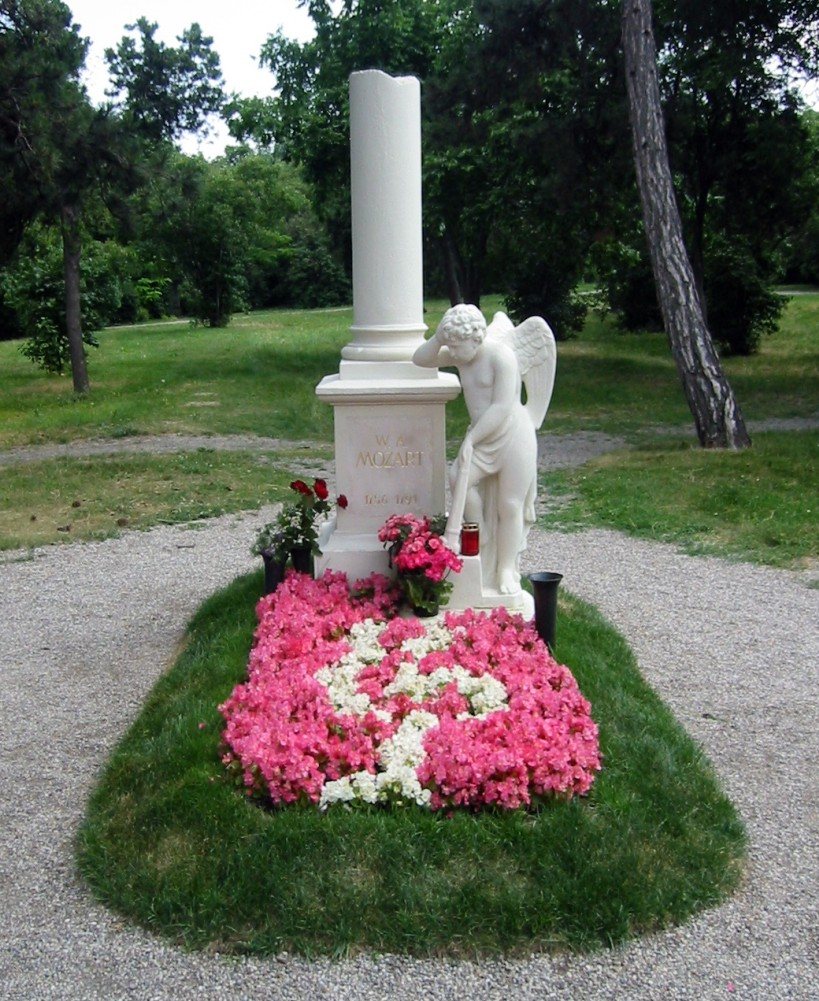
Monument a Mozart situat al lloc aproximat en què fou enterrat al cementiri de Sankt Marxer (Viena).

Al voltant de dos quarts de tres de la tarda del dia 6 de desembre de 1791 van treure el cadàver del pis i el van posar en el cotxe fúnebre, que el va traslladar a la Catedral de Sant Esteve, on esperava el seguici fúnebre. Al costat nord, en una capella coneguda com la «Capella del Crucifix», a l'aire lliure –a causa de l'avançat estat de putrefacció del cadàver– i davant de la casa de l'enterrador, van col·locar el taüt sobre un cadafal i aquí va rebre la «benedicció de la casa». Després el seguici fúnebre va entrar a la catedral per la «Porta del sagristà» i allí va tenir lloc la «benedicció eclesiàstica». Acabada la cerimònia, la processó va sortir de nou pel costat nord de la catedral, el Púlpit de Capistranus, on el cotxe fúnebre esperava per traslladar el fèretre al cementiri de Sant Marx.
Els preparatius del funeral foren duts a terme per l'amic i patró de Mozart, el baró Gottfried van Swieten. Aconsellada pels seus assessors, i causa de la seva precària situació econòmica, Constanze va acceptar un enterrament de tercera categoria, amb un cost de vuit florins amb cinquanta-sis kreutzers (més un suplement de tres florins pel cotxe fúnebre), l'usual per a membres de la burgesia mitjana. Fou enterrat al vespre, sent traslladat el fèretre en cotxe de cavalls fins al cementiri de Sankt Marxer de Viena, on va rebre sepultura en una tomba comunitària simple, no en una fossa comuna. Aquella nit feia bon temps, una nit tranquil·la, no tempestuosa com s'ha dit erròniament. El 1856, el biògraf Otto Jahn afirmà que a l'enterrament hi van assistir Antonio Salieri, Franz Xaver Süssmayr, Gottfried van Swieten i dos músics.
Pel que sembla, el dia 10 de desembre va tenir lloc una cerimònia en memòria de Mozart a l'església de Sant Miquel, seu de la Congregació de Santa Cecília dels Músics de la Cort, on es van interpretar fragments del Rèquiem (concretament, l'Introitus i el Kyrie eleison).

## Repercussió
L'escassa afluència de públic a l'enterrament de Mozart no va reflectir la seva categoria com a compositor, ja que els funerals i concerts a Viena i Praga de les seves obres comptaven amb molta afluència. Constanze es va recuperar aviat de la seva desesperació i amb energia es va centrar en la tasca d'assegurar financerament a la seva família (els Mozart tenien dos fills joves i Wolfgang havia mort amb considerables deutes). Va apel·lar amb èxit a l'Emperador perquè li atorguessin una pensió de viduïtat –Mozart havia servit a l'Emperador a temps parcial com a compositor de cambra–, i va organitzar una sèrie de concerts amb música de Mozart, a més de publicar moltes de les obres del seu marit. Aquests esforços van fer efecte i per un temps Constanze es va assegurar i, fins i tot, va arribar a tenir bastants diners.
La tradició de la biografia de Mozart va començar aviat després de la mort del compositor. Friedrich Schlichtegroll va escriure una de les primeres (basada en la informació de Nannerl, germana de Wolfgang), com va fer Franz Niemetschek (que va treballar amb Constanze). Molt de temps després, el 1826, Constanze ajudà al seu segon marit Georg Nikolaus von Nissen a elaborar una biografia més detallada.
La reputació musical de Mozart va créixer ràpidament després de la seva mort; Solomon descriu una «onada d'entusiasme sense precedents» per la seva obra i molts editors van competir per publicar les edicions completes de les seves obres.

## Records dels presents
Les persones que van estar presents en el moment de la mort de Mozart finalment van escriure els seus records de l'esdeveniment, bé per si mateixos o a través d'entrevistes amb altres. Les històries que expliquen no són completament compatibles entre si, potser degut en part al fet que alguns d'ells ho van fer en la dècada de 1820, quan els records dels testimonis es podrien haver distorsionat.
Benedikt Schack, un amic íntim de Mozart per a qui va escriure el personatge de Tamino a La flauta màgica, va dir a un entrevistador que en l'últim dia de la vida de Mozart, va participar en un assaig del Rèquiem que estava component:
| « | A la vigília mateixa de la seva mort, Mozart tenia la partitura del Rèquiem sobre el seu llit i ell mateix (eren les dues de la tarda) va cantar la part destinada a l'alt; Schack, amic de la família, va cantar la part del soprano, com havia fet en anteriors ocasions, Hofer, cunyat de Mozart, la part del tenor, Gerl, que seria posteriorment baix en el teatre de Mannheim, la del baix. Estaven en els primers pentagrames del Lachrymosa quan va començar a plorar amargament, va deixar la partitura a un costat i, onze hores després, a la 1 de la matinada (del 5 de desembre de 1791, com és conegut), va abandonar la vida. | » |

Sembla difícil de conciliar aquesta història amb la descripció física de Mozart donada per altres fonts, potser Schack va recordar malament el dia. Niemetschek relata vagament una història similar però no esmenta l'assaig:
| «                                                     | Un dia abans de la seva mort va demanar que li portessin la partitura al costat del seu llit. «No vaig dir abans que estava escrivint el Rèquiem per a mi mateix?». Després de dir això, va mirar altra vegada amb llàgrimes en els seus ulls l'obra completa. | » |
| — Biografia de Niemetschek, citat per Solomon, p. 493 | |   |

L'afirmació àmpliament repetida que Mozart va dictar en el seu llit de mort passatges del Rèquiem al seu alumne Franz Xaver Süssmayr és fortament discutida per Solomon, que afirma que la primera referència a aquesta afirmació data de 1856. No obstant, Sophie Weber va afirmar que recordava que Mozart va donar instruccions a Süssmayr.
Una carta de 1840 del compositor Ignaz von Seyfried diu que en la seva última nit Mozart també va estar mentalment ocupat amb la seva òpera La flauta màgica, que estava sent un continu èxit des de la seva estrena el 30 de setembre. Segons es diu, Mozart va murmurar el següent a Constanze, esmentant a la germana d'aquesta Josepha Hofer, la soprano de coloratura que va interpretar el paper de la Reina de la Nit el dia de l'estrena de l'òpera:
| « | «Tranquil, tranquil·la! Hofer està solament fent el seu fa agut; - ara la meva cunyada està cantant la seva segona ària, "Der Hölle Rache", com ataca i manté el si ♭: " Hört! Hört! Hört! Der Mutter Schwur». | » |

Mozart havia escoltat l'òpera diverses vegades, i s'ha sabut que en l'època la seva cunyada estava cantant.
Els records citats anteriorment, que van poder ser idealitzats, són comunament repetits en discussions sobre els últims dies de Mozart. Solomon afirma que els biògrafs sovint excloïen els records més cruels. Per exemple, relata l'altra memòria de Constanze així:
| « | Constanze Mozart li va dir a Nissen que just abans del final de Mozart li va preguntar què havia dit el doctor Closset. Quan ella va respondre amb una mentida piadosa, ell va dir «No és veritat» i va estar molt entristit: «Moriré, ara que estic en condicions de tenir cura de tu i dels nens. Ah, ara us deixaré desvalguts». I quan va dir aquestes paraules, «de sobte va vomitar (sortint d'ell com un líquid marró) i ja estava mort». | » |

El fill gran de Wolfgang, Karl que llavors tenia 7 anys, va estar present i va escriure més tard:
| «                                                            | Al meu entendre és particularment destacable el fet que uns pocs dies abans de la seva mort, el seu cos sencer estava tan inflat que era incapaç de fer el més mínim moviment, a més, hi havia una pudor, que reflectia l'estat intern de descomposició en què es trobava i va augmentar tant que després de la seva mort l'autòpsia fou impossible. | » |
| — Citació d'una carta de 1825 a Nissen; Deutsch, pp. 525–526 | |   |

## Diagnòstics pòstums i hipòtesis sobre la seva mort

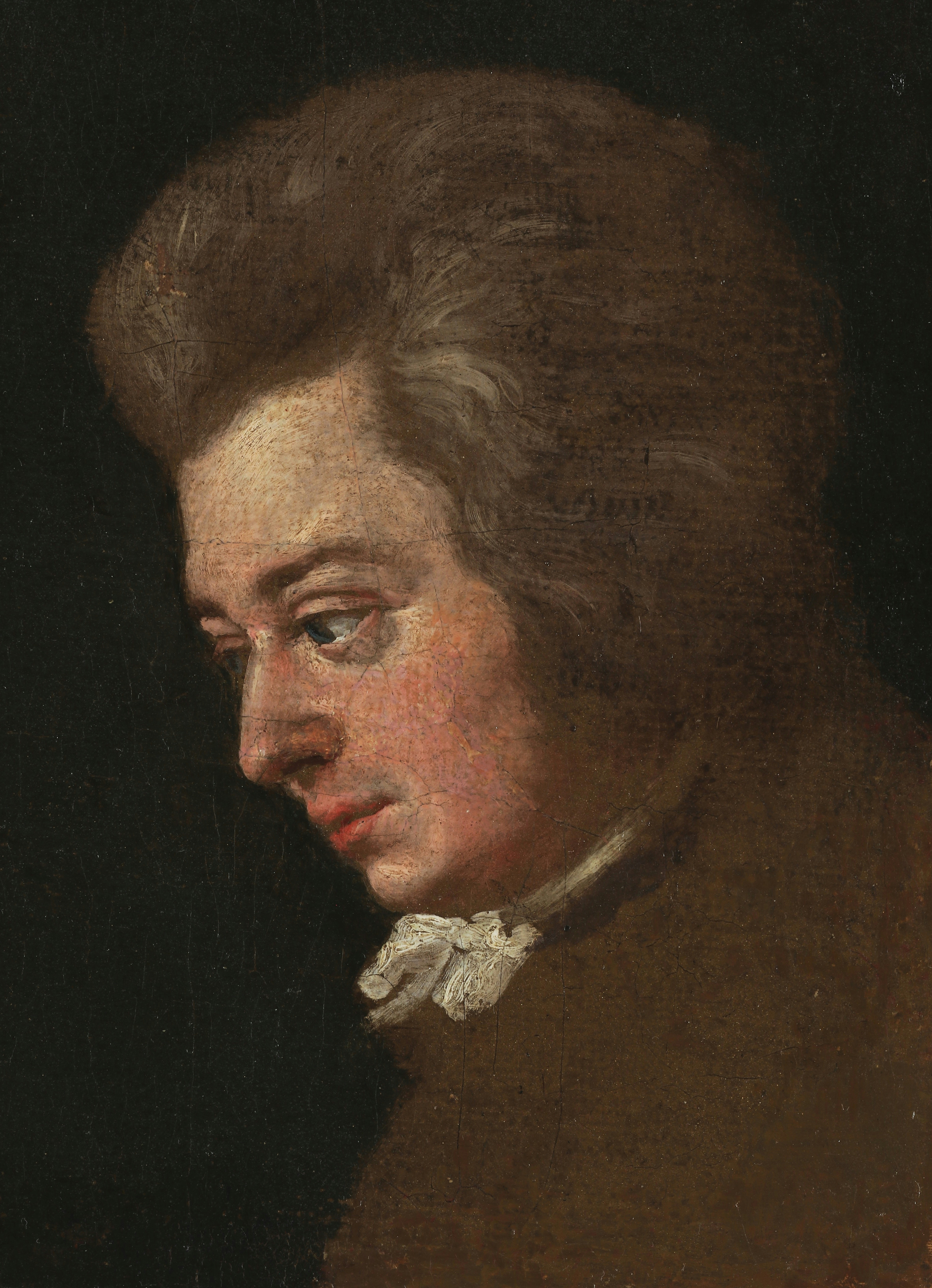
Detall del retrat inacabat de Mozart al piano, obra del seu cunyat Joseph Lange, realitzat en 1781-2.

La inesperada i misteriosa mort de Mozart ha suscitat gran interès des del principi. El fet que la medicina es trobés en un estat primitiu en l'època de Mozart va fer impossible determinar amb certesa què havia originat la mort del compositor. En l'acta de defunció oficial constava que el compositor austríac havia mort a causa d'una "hitziges Frieselfieber" («febre miliar aguda», referint-se a una erupció cutània semblant a llavors de mill), una descripció que no és suficient per identificar la causa en la medicina moderna i que és massa àmplia i inexacta, ja que no es va dur a terme l'autòpsia a causa de l'avançat estat de descomposició en què es trobava el cadàver.
Alguns autors afirmen que la mort de Mozart fou deguda a la mala praxi del doctor Closset. Sophie Weber, en les seves declaracions de 1825 a Nissen, ho implica, encara que ella no ho afirmi tan directament. Borowitz ho va resumir:
| «                      | Quan Mozart semblava enfonsar-se, van fer venir un dels doctors del teatre, Nikolaus Closset. No obstant, segons la declaració de Sophie, aquell amant del drama «va esperar fins que va acabar l'actuació». Quan va arribar, va ordenar que li posessin a Mozart compreses fredes al front febril, però això «va provocar tal xoc en ell que mai més recobrar la consciència». | » |
| — Borowitz, pp. 265-6. | |   |

Una hipòtesi recent suggereix que Mozart va morir a conseqüència de la seva hipocondria i la seva predilecció a la presa de medicines que contenien antimoni. En els seus dies finals li van administrar antimoni per alleujar la febre que clarament patia. Si aquesta hipòtesi fos correcta, es podria dir que va morir enverinat per casualitat amb antimoni.
Actualment, hi ha un suposat crani de Mozart al qual se li han fet diverses proves d'ADN, comparant-lo amb els de les seves suposades neboda i àvia materna, per poder així confirmar l'autenticitat d'aquest, però no només van trobar que l'ADN del primer no coincidia amb els dels seus dos familiars, sinó que els d'elles entre si tampoc concordaven.
La incertesa pel que fa a la seva mort ha donat lloc a nombroses investigacions i hipòtesis, de les quals són les més importants les següents:

### Broncopneumònia
Una de les hipòtesis més recents i més acceptades pels investigadors per explicar la mort del compositor fou formulada pel doctor Peter J. Davies de l'Hospital St. Vincent de Melbourne (Austràlia), que afirma que Mozart va morir d'una infecció estreptocòccica contreta pel que sembla mentre assistia a una reunió de la seva lògia maçònica a Viena el 18 de novembre de 1791, durant una epidèmia, que va causar una exacerbació de la púrpura de Schönlein-Henoch –que ja havia patit en altres ocasions–, i de la insuficiència renal, provocant retencions de líquid que van fer que el cos s'inflés. La púrpura de Schönlein-Henoch li va provocar hipertensió arterial, la qual cosa va generar una hemorràgia cerebral. Aquest vessament va donar lloc a una paràlisi d'un costat del cos (hemiplegia). Posteriorment va aparèixer una broncopneumònia, la qual es manifesta quan el malalt està moribund, que fou la causa directa de la seva mort. A més, van poder practicar una o diverses flebotomies, que probablement empitjoressin el quadre de la seva insuficiència renal. Aquesta hipòtesi podria explicar, entre altres coses, els desmais que va patir Mozart mentre componia el Rèquiem i les depressions que va patir en els darrers mesos, així com la seva obsessió amb la idea que la seva mort estava propera; ambdós símptomes també són produïts per la insuficiència renal crònica o urèmia.

### Febre reumàtica aguda
Una altra de les hipòtesis que es proposen, aquesta impulsada pel doctor Carl Bär, és que la causa de la seva mort fos una febre reumàtica aguda, ja que se sabia que de petit havia patit tres o, fins i tot, quatre atacs d'aquesta malaltia; aquesta malaltia té tendència a repetir-se, amb conseqüències cada vegada més serioses, com la incipient infecció i el dany a les vàlvules del cor. No obstant, investigadors posteriors l'han rebutjat al·legant que tant els símptomes neurològics de la seva darrera malaltia com l'exantema (erupció cutània) que va patir no són comuns en una malaltia d'aquest tipus.

### Triquinosi
La hipòtesi del doctor Jan Hirschmann explica que Mozart hauria mort de triquinosi, una malaltia corrent a la Viena de l'època, per consum de carn de porc en mal estat. Per formular-la, Hirschmann es va basar en dades d'una de les últimes cartes de Mozart, en què el compositor li comentava a la seva esposa que solia sopar Karbonaderln de porc després d'un concert. Aquesta hipòtesi explicaria l'excel·lent forma en què es trobava el compositor austríac a la tardor de 1791 (dos mesos abans de la seva mort) així com el sobtat agreujament de la seva malaltia i la seva mort.

### Enverinament

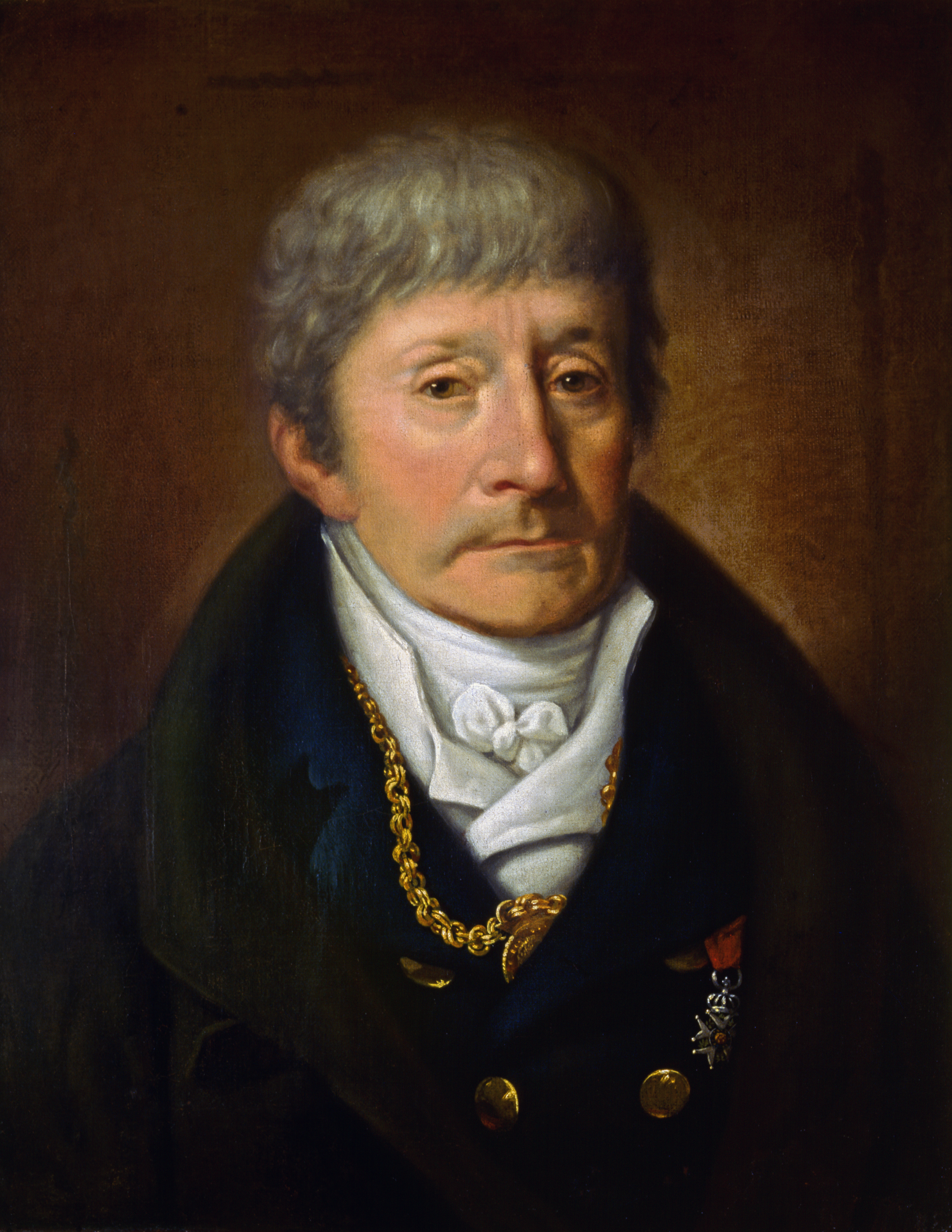
Immediatament després de la mort de Mozart es va estendre la hipòtesi sensacionalista que havia estat enverinat, però aquesta hipòtesi està completament descartada en l'actualitat. Fins i tot s'afirmava que l'autor podria haver estat Antonio Salieri, ja que la rivalitat amb el compositor de Salzburg era més que coneguda.

La hipòtesi que es va estendre immediatament després de la mort de Mozart, fou la de l'enverinament, la qual actualment està totalment descartada. En els seus darrers dies, el compositor va confessar a Constanze que estava segur que l'havien enverinat (amb aigua Tofana). A més, després de la mort del compositor, es va sospitar que Mozart podia haver estat assassinat per Antonio Salieri, ja que la rivalitat entre ells era més que coneguda. Tot i negar les acusacions, Salieri va quedar molt afectat per aquestes falsedats, el que va contribuir al fet que patís crisis nervioses la resta de la seva vida. També es va pensar que va poder ser enverinat per algun dels seus companys de la lògia maçònica a la qual Mozart pertanyia, per haver revelat alguns secrets de la maçoneria en la seva òpera La flauta màgica, però resulta incoherent que no assassinessin també a Emmanuel Schikaneder, autor del llibret de l'òpera, que tenia tanta culpa, o més, que Mozart, d'haver revelat secrets maçònics. Així mateix, el fill primogènit de Mozart, Karl, va arribar a estar d'acord amb aquesta hipòtesi, al·legant que el cadàver no estava rígid sinó flàccid, i que podia ser el motiu del sobtat de la seva malaltia i del fet que el cos hagués iniciat el procés de descomposició tan ràpid. De fet, Mozart va haver de ser enterrat l'endemà de la seva mort, i el funeral es va celebrar al mig del carrer, a causa de l'avançat estat de descomposició en què es trobava el cadàver.
Això serví d'inspiració a un poema del poeta rus Aleksandr Puixkin, en què es va inspirar el compositor Nikolai Rimski-Kórsakov per fer una òpera, Mozart i Salieri, i posteriorment per l'escriptor britànic Peter Shaffer per escriure l'obra de teatre Amadeus, portada a la pantalla gran el 1984 pel director Milos Forman amb èxit de públic. La pel·lícula homònima va aconseguir vuit premis Oscar. Tanmateix, aquesta coneguda obra, encara que inspirada en Mozart, és ficció i no pretén ser una biografia exacta del músic de Salzburg. La imatge de Mozart (interpretat per Tom Hulce) apareix exagerada i deformada apareixent, per exemple, com un orgullós bufó amb un riure beneit, sempre dominat pel seu pare, tòpics que no es corresponen amb la realitat. A més, es presenta un pervers i maquiavèl·lic Salieri, interpretat per l'actor estatunidenc F. Murray Abraham, de discutible historicitat.
Una hipòtesi recent suggereix que Mozart va morir a conseqüència de la seva hipocondria i la seva predilecció a la presa de medicines que contenien antimoni. En els seus dies finals li van administrar antimoni per alleujar la febre que patia. Si aquesta hipòtesi fos correcta, es podria dir que va morir enverinat a causa de l'antimoni.

### Insuficiència renal
L'últim estudi publicat sobre de la mort del genial compositor, realitzat des d'una perspectiva epidemiològica, conclou que la insuficiència renal deguda a una glomerulonefritis estreptocòccica fos la causa més probable de la mort de Mozart:
| « | El diari oficial de registre de morts a la Viena de Mozart fou avaluat per proporcionar un marc epidemiològic en què les observacions dels testimonis de l'època poden ser integrades. Es van analitzar totes les morts registrades a Viena durant el mes de novembre i desembre de 1791 i del gener de 1792, juntament amb els corresponents períodes de 1790 a 1791 i 1792-1793. La mort de 5.011 adults (3.442 homes i 1.569 dones) es va registrar en aquests períodes. La mitjana d'edat dels morts fou de 45,5 anys (DE 18,5) per als homes i 54,5 anys (DE 19,9) per a les dones. La tuberculosi i les condicions associades representar el major nombre de morts; caquèxia i desnutrició en segon lloc, i l'edema fou la tercera causa més comuna. Segons relats de testimonis oculars, el segell distintiu de la malaltia final de Mozart fou el greu edema. Les morts per edema augmentaren notablement entre els homes joves en les setmanes que envolten la mort de Mozart en comparació amb l'anterior i els anys següents. Aquesta epidèmia menor va poder tenir el seu origen a l'Hospital Militar. La nostra anàlisi és coherent amb el fet que l'última malaltia i la mort de Mozart fos deguda a una infecció per estreptococs i a una síndrome nefrítica aguda causada per una glomerulonefritis estreptocòccica. L'escarlatina, que representa la mateixa malaltia subjacent des d'una perspectiva etiològica, és una possibilitat menys probable. | » |